# Camptoplites diaphanus
Camptoplites diaphanus är en mossdjursart som beskrevs av Gontar 2002. Camptoplites diaphanus ingår i släktet Camptoplites och familjen Bugulidae. Inga underarter finns listade i Catalogue of Life.